# Tomáš Velímský
Tomáš Velímský (* 11. dubna 1946 Satu Mare, Rumunsko) je český historik, archeolog a vysokoškolský pedagog, specializující se kromě archeologie také na oblast dějin středověku se zaměřením na středověkou archeologii, problematiku počátků měst v Čechách, vznik dědičné pozemkové držby a počátky šlechty, a na středověkou hmotnou kulturu.

## Životopis
Je absolventem Filozofické fakulty Univerzity Jana Evangelisty Purkyně v Brně, kde vystudoval obor Prehistorie. V roce 1982 získal doktorát z filozofie na Filozofické fakultě Univerzity Karlovy. Kandidátem věd se stal v roce 1997 na Archeologickém ústavu Akademie věd České republiky. Své práce habilitoval na Pedagogické fakultě Univerzity Jana Evangelisty Purkyně v Ústí nad Labem.
V letech 1969–1973 pracoval jako archeolog se specializací na středověk v Kutné Hoře při místním muzeu. V roce 1973 přešel do Archeologického ústavu Akademie věd České republiky, kde vystřídal několik pracovních pozic, včetně vědecké činnosti v jeho expozituře v Mostě. Od roku 1993 pracuje na Pedagogické fakultě Univerzity Jana Evangelisty Purkyně v Ústí nad Labem. V roce 1998 se habilitoval na PF UJEP v Ústí nad Labem prací Trans montes, ad fontes! (Přes hory, k pramenům!).

## Dílo
- Hrabišici : páni z Rýzmburka. Praha: Nakl. Lidové Noviny, 2002. ISBN 80-7106-498-X.
- Město na louce : archeologický výzkum na Mariánské louce v Děčině 1984-1989. Děčín: ČSAV, 1991. ISBN 80-85036-05-3.
- Historický atlas měst České republiky. Praha: Historický ústav Akademie věd České republiky, 1998. ISBN 80-85268-53-1.
- Trans montes, ad fontes! K roli újezdů při středověké kolonizaci středních a vyšších poloh na území severozápadních Čech. Most: Ústav Archeologické Památkové Péče Severozápadních Čech, 1998. ISBN 80-901828-3-6.